# 白信愛
白信愛（ペクシネ、はくしんあい、1908年5月19日 - 1939年6月25日）は朝鮮の小説家。本名は武岑。本貫は水原。虐げられる女性像に反発し、新女性として新しい生き方を提示するも、31歳という若さで世を去ったため、残された作品はわずか10余篇である。

## 略歴
1908年5月19日、慶尚北道永川郡永川面（現在の永川市）倉邱洞に生まれる。兄弟に兄、白基浩がいる。父は永川の大商人で、米穀を取り扱っていた。白の父は、一人娘をたいそう可愛がる一方、教育には厳しく、5歳から漢文を学ばせ、女学校の講義録を勉強させた。白に新学問はまなばせず、近代式の学校には上げなかった。しかしながら、白はどうしても学校に行きたいとせがみ、1924年、大邱師範学校講習科に入学することが許される。そこを一年で卒業すると、1925年、17歳で永川公立普通学校に教員として赴任、教鞭を執る。翌1926年、慈仁公立普通学校に転任した。ここで、初恋をし、叶わなかった、という逸話がある。その悲しみの余り、修了式には子どもたちと挨拶もせず学校を去った、という。白は逃げるようにして上京した。
1927年、「女性同友会」や「女子青年同盟」などに加入し、独立運動と女性啓蒙運動に埋没する。全国を回って講演会を行うなど、積極的な活動を展開し、朝鮮総督府の要視察人物にもなっている。一時期、シベリアにも訪れている。
1929年、『朝鮮日報』新春文芸作品の募集に朴啓華という筆名で「나의 어머니 (私の母)」という作品を投稿、当選する。朴啓華というのは白の母の姉妹の娘の名前である朴桂花をもじったものである。白は、「この作品は一晩で書き上げ、応募した」と述懐している。
1930年、日本に渡り、東京の日本大学芸術科に入学する。そこで最初は文学と演劇を勉強し、やがて文学だけに集中するようになる。同年秋、父から国際電話で、直ちに帰国するよう言われ、実家に戻ってみると、家で結婚の話を進めていて、すぐに婚儀を済ませ、ということだった。これに白は同意できず、口では「そうします」と述べたが、すぐに家を逃げ出し、東京に戻る。1932年、東京での勉学を終え、帰国。家ではしきりに結婚するように説得され、1933年春に、しかたなく密陽で銀行員をしていた李氏と結婚する。結婚式には多くの来賓が訪れたそうだが、白は結婚に何の魅力も見出せず、父が死んだ翌1935年には離婚してしまう。
離婚後、再び上京し、新聞社で仕事をしながら創作活動を行う。この頃から白の体は弱ってくる。1938年秋、白は、兄が仕事で上海に行くというので同行する。そこで、姜鷺郷に会う。また、上海では日本の当局の尾行を受けていた。
1939年春、ついに床に臥し、5月には京城帝国大学付属病院に入院することとなる。病名は膵臓癌。1939年6月25日、31歳で世を去った。白は大量の遺稿を残したそうだが、白の死亡後に誰かが出版しようと持ち出したまま、朝鮮戦争の混乱で親族が死亡し、現在に伝わっていない。

## 年譜
- 1908年5月19日、慶尚北道永川面倉邱洞に生まれる。
- 1924年、大邱師範学校講習科に入学。
- 1925年、大邱師範学校を卒業。
- 1925年、永川公立普通学校の教員を務める。
- 1926年、慈仁公立普通学校に転任する。
- 1926年、上京する。
- 1927年、「女性同友会」「女子青年同盟」に加入。
- 1929年、『朝鮮日報』の新春文芸募集に「나의 어머니 (私の母)」が当選。
- 1930年、渡日、東京の日本大学芸術科に入学。
- 1932年、帰国。
- 1933年、李氏と結婚。
- 1934年、父が死亡。
- 1935年、李氏と離婚。
- 1938年秋、一月上海に行く。
- 1939年5月、京城帝国大学付属病院に入院。
- 1939年6月25日、死亡。

## 日本語で読める作品
- 朴海錫訳「赤貧」『20世紀民衆の世界文学』三友社出版、1990年